# Líbano nos Jogos Olímpicos de Verão de 1972
O Líbano competiu nos Jogos Olímpicos de Verão de 1972, realizados em Munique, Alemanha Ocidental.